# Trefriw
Trefriw est un village et une communauté du borough de comté de Conwy, au pays de Galles.
Il est situé dans le centre du borough de comté, sur l'Afon Crafnant (en). Au recensement de 2011, la communauté de Trefriw comptait 783 habitants.